# Pardosa elegantula
Pardosa elegantula là một loài nhện trong họ Lycosidae.
Loài này thuộc chi Pardosa. Pardosa elegantula được Carl Friedrich Roewer miêu tả năm 1959.